# Дятелка
Дятелка — деревня в Ефимовском городском поселении Бокситогорского района Ленинградской области.

## История
Деревня Дятелка упоминается на семитопографической карте Новгородской губернии 1847 года.

ДЯТЕЛКА (ЯШНЕВО) — деревня Труфановского общества, прихода села Озерева. Озеро Дятелка. 

Крестьянских дворов — 6. Строений — 16, в том числе жилых — 7.

Число жителей по семейным спискам 1879 г.: 23 м. п., 21 ж. п.; по приходским сведениям 1879 г.: 21 м. п., 19 ж. п.

В конце XIX — начале XX века деревня административно относилась к Тарантаевской волости 5-го земского участка 3-го стана Тихвинского уезда Новгородской губернии.

ДЯТЕЛКА (ЯШНЕВО) — деревня Труфановского общества, число дворов — 8, число домов — 14, число жителей: 23 м. п., 22 ж. п.; Занятия жителей: земледелие, лесные заработки. Озеро Дятелское. (1910 год)

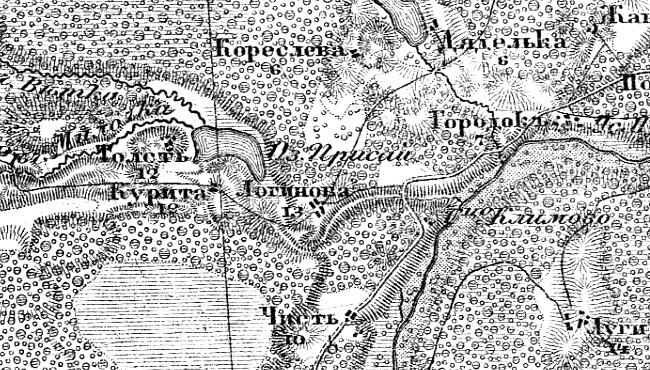
Деревня Дятелка на карте 1912 года

Согласно карте Новгородской губернии 1912 года деревня называлась Дяделька и насчитывала 6 крестьянских дворов.
Согласно карте Ленинградской области Северо-западного аэрогеодезического треста ГГУ издания 1932 года деревня насчитывала 5 крестьянских дворов.
По данным 1933 года деревня Дятелка входила в состав Логиновского карельского национального сельсовета Ефимовского района.
По данным 1966 и 1973 годов деревня Дятелка входила в состав Озеревского сельсовета Бокситогорского района.
По данным 1990 года деревня Дятелка входила в состав Климовского сельсовета.
В 1997 году в деревне Дятелка Климовской волости проживали 7 человек, в 2002 году — 11 человек (все русские).
В 2007 году в деревне Дятелка Климовского СП проживали 8 человек, в 2010 году — 13.
В мае 2019 года Климовское сельское поселение вошло в состав Ефимовского городского поселения.

## География
Деревня расположена в южной части района к северу от автодороги 41К-030 (Красная Речка — Турандино).
Расстояние до деревни Климово — 7 км.
Расстояние до ближайшей железнодорожной станции Ефимовская — 46 км. 
Деревня находится на восточном берегу Дятелского озера.

## Демография
| 1997 | 2002 | 2007 | 2010 | 2017 |
| ---- | ---- | ---- | ---- | ---- |
| 7    | ↗11  | ↘8   | ↗13  | ↘11  |

### Национальный состав
Согласно данным Всероссийской переписи населения 2021 года в деревне проживали 9 человек, все русские.

## Инфраструктура
На 1 января 2013 года в деревне числилось 8 домохозяйств.